# الألومنيوم: العنصر الثالث عشر
الألومنيوم: العنصر الثالث عشر موسوعة روسية علمية تغطي العديد من مجالات تطبيق الألومنيوم، بدءًا من هندسة السيارات والعمارة إلى المجوهرات والأزياء، وتروي كيف تم اكتشاف هذا المعدن، وتصف تقنيات إنتاجه وخصائصه وفوائده لمختلف مجالات الحياة.
تم نشر الموسوعة بواسطة شركة يونايتد روسال، في نهاية عام 2007، باللغتين الروسية والإنجليزية. وتم طباعة أربعة آلاف نسخة منها(240 صفحة).

## روابط خارجية
- مقالة عن موسوعة الألومنيوم في www.aluplanet.com